# Frontieră (topologie)

O mulțime (cu albastru deschis) și frontiera sa (cu albastru închis)

În topologie și matematică în general, frontiera unei submulțimi S a unui spațiu topologic X este mulțimea punctelor care pot fi atinse atât din interiorul lui S, cât și din exteriorul lui S. Mai exact, este mulțimea de puncte din închiderea S care nu aparține interiorului lui S. Un element al frontierei lui S se numește punct de frontieră al lui S. Termenul operație de frontieră se referă la găsirea sau accesarea frontierei unei mulțimi. Notațiile utilizate pentru frontiera unei mulțimi pot fi frS sau {\displaystyle \partial S} (în textele în limba engleză și bdS). Există probleme de terminologie, cuvântul „frontieră” poate avea definiții diferite îm diferite ramuri ale matematicii, cum ar fi definiția utilizată în topologia algebrică și teoria varietăților. E.T. Copson, în lucrarea Metric Spaces se referă la frontiera Hausdorff, care este definită drept intersecția unei mulțimi cu marginile sale. Hausdorff a introdus și termenul „reziduu”, care este definit drept intersecția unei mulțimi cu închiderea conturului complementului său.
O componentă conectată a frontierei lui S se numește componentă de frontieră a lui S.

## Definiții obișnuite
Există mai multe definiții echivalente pentru frontiera unei submulțimi S a unui spațiu topologic X:
- închiderea lui S minus interiorul lui S:  {\displaystyle \partial S:={\bar {S}}\setminus S^{\circ }};
- intersecția închiderii lui S cu închiderea complementului său: {\displaystyle \partial S:={\overline {S}}\cap {\overline {(X\setminus S)}}};
- mulțimea punctelor {\displaystyle p\in X} astfel încât orice vecinătate a {\displaystyle p} include cel puțin un punct al S și cel puțin un punct care nu este inclus în S: {\displaystyle \partial S:=\{p\in X\mid \forall O\ni p:O\cap S\neq \emptyset \,{\text{ și }}\,O\cap S^{c}\neq \emptyset \}}.

## Exemple

Frontiera componentelor hiperbolice ale mulțimii lui Mandelbrot

Se consideră linia reală {\displaystyle \mathbb {R} } cu topologia obișnuită (adică topologia ale cărei baze sunt intervale deschise) și {\displaystyle \mathbb {Q} } submulțimea numerelor raționale (cu interiorul vid). Există
- {\displaystyle \partial (0,5)=\partial [0,5)=\partial (0,5]=\partial [0,5]=\{0,5\}}
- {\displaystyle \partial \varnothing =\varnothing }
- {\displaystyle \partial \mathbb {Q} =\mathbb {R} }
- {\displaystyle \partial (\mathbb {Q} \cap [0,1])=[0,1]}

Ultimele două exemple ilustrează faptul că frontiera unei mulțimi dense cu interior vid este închiderea sa.
În spațiul numerelor raționale cu topologia obișnuită (topologia subspațiului din {\displaystyle \mathbb {R} }), frontiera lui {\displaystyle (-\infty ,a)}, unde a este irațional, este vidă.
Frontiera unei mulțimi este o noțiune topologică și se poate schimba dacă se schimbă topologia. De exemplu, având topologia obișnuită pe {\displaystyle \mathbb {R} ^{2}}, frontiera unui disc închis {\displaystyle \Omega =\{(x,y)|x^{2}+y^{2}\leq 1\}} este cercul care înconjoară discul: {\displaystyle \partial \Omega =\{(x,y)|x^{2}+y^{2}=1\}}. Dacă discul este privit drept o mulțime din {\displaystyle \mathbb {R} ^{3}} cu propria sa topologie obișnuită, de exemplu {\displaystyle \Omega =\{(x,y,0)|x^{2}+y^{2}\leq 1\}}, atunci frontiera discului este discul însuși: {\displaystyle \partial \Omega =\Omega }. Dacă discul este privit ca propriul său spațiu topologic (cu topologia subspațiului {\displaystyle \mathbb {R} ^{2}}), atunci frontiera discului este vidă.

## Proprietăți

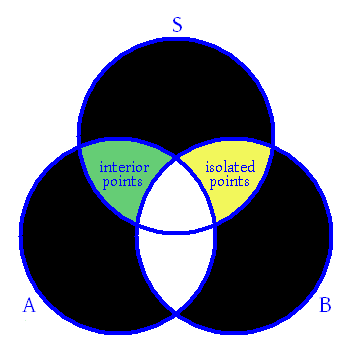
Diagramă Venn de principiu, care arată relațiile dintre diferitele puncte dintr-o submulțime S din. A = mulțimea de puncte limită din S, B = mulțimea de puncte de frontieră din S, zona verde = mulțimea de puncte interioare din S, zona galbenă = mulțimea de puncte izolate din lui S, zonele negre = mulțimi vide. Fiecare punct din S este fie un punct interior, fie un punct de frontieră. De asemenea, fiecare punct din S este fie un punct de acumulare, fie un punct izolat. La fel, fiecare punct limită din S este un punct izolat. Punctele izolate sunt întotdeauna puncte de frontieră.

- Frontiera unei mulțimi este închisă.[3]
- Frontiera interiorului unei mulțimi, precum și frontiera închiderii unei mulțimi sunt ambele incluse în frontiera mulțimii.
- O mulțime este frontiera unei mulțimi deschise dacă și numai dacă este închisă și nu este nicăieri densă.
- Frontiera unei mulțimi este frontiera complementului mulțimii: {\displaystyle \partial S=\partial (S^{c})}.
- Interiorul frontierei unei mulțimi închise este mulțimea vidă.

Prin urmare:
- p este un punct de frontieră al unei mulțimi dacă și numai dacă fiecare vecinătate a p include cel puțin un punct din mulțime și cel puțin un punct neinclus în ea.
- O mulțime este închisă dacă și numai dacă include frontiera sa și deschisă dacă și numai dacă este disjunctă de frontiera sa.
- Închiderea unei mulțimi este egală cu reuniunea dintre mulțime și frontiera sa: {\displaystyle {\overline {S}}=S\cup \partial S}.
- Frontiera unei mulțimi este vidă dacă și numai dacă mulțimea este simultan și închisă și deschisă.
- Interiorul frontierei închiderii unei mulțimi este mulțimea vidă.

## Frontiera frontierei
Pentru orice mulțime S, ∂S ⊇ ∂∂S, egalitatea fiind satisfăcută dacă și numai dacă frontiera lui S nu are puncte interioare, ceea ce va fi cazul de exemplu dacă S este fie închisă, fie deschisă. Deoarece frontiera unui mulțimi este închisă, {\displaystyle \partial \partial S=\partial \partial \partial S} pentru orice mulțime S. Operatorul de frontieră satisface astfel un tip slab de idempotență.
Discutând frontierele varietăților sau simplexelor și ale complexelor simpliciale se întâlnește adesea afirmația că frontiera frontierei este întotdeauna vidă. Într-adevăr, construcția omologiei singulare se bazează în mod critic pe acest fapt. Explicația pentru aparenta incongruența este că frontiera topologică (subiectul acestui articol) este o noțiune ușor diferită de frontiera unei varietăți sau a unui complex simplicial. De exemplu, frontiera unui disc deschis privit ca o varietate este vidă, ca și frontiera sa topologică privită ca o submulțime a lui însuși, în timp ce frontiera sa topologică privită ca o submulțime a planului real este cercul care înconjoară discul.
Dimpotrivă, frontiera unui disc închis privit ca o varietate este cercul de graniță, ca și frontiera sa topologică privită ca o submulțime a planului real, în timp ce frontiera sa topologică privită ca o submulțime a sa este vidă. (În special, frontiera topologică depinde de spațiul ambiant, în timp ce frontiera unei varietăți este invariantă.)